# Samson Burke
Samson Burke (Montréal, 8 aprile 1929) è un ex culturista, ex lottatore, ex wrestler, ex nuotatore e attore canadese.

## Biografia
Burke frequentò la Benon Byng High School di Montréal e successivamente l'Università McGill, dove ottenne una laurea in Educazione fisica. Partecipò ai Giochi della XIV Olimpiade nel 1948 come nuotatore e lottatore. Dal 1950 Burke lottò per nove anni sotto i nomi di Sammy Berg e Mr Canada e disputò incontri con leggende come Primo Carnera, Antonino Rocca, Lou Thesz e Joe Lewis, finché il suo amico Gordon Mitchell raccomandò Burke per il ruolo di Ursus nel film La vendetta di Ursus (1961).
Il suo film successivo fu Totò contro Maciste (1961). Burke interpretò poi Little John nel film Il trionfo di Robin Hood (1962), apparve nella commedia Straziami ma di baci saziami (1968), con Nino Manfredi e Ugo Tognazzi, e impersonò Polifemo nello sceneggiato televisivo Odissea (1968), oltre ad apparire in altri ruoli minori in Germania. Recitò con Gianni Garko e Klaus Kinski in Sono Sartana, il vostro becchino (1969), leggendario film del filone spaghetti western. Negli anni ottanta lavorò alla serie Magnum, P.I. fino al 1988, anno in cui terminò la produzione.

## Filmografia

### Cinema
- La vendetta di Ursus, regia di Luigi Capuano (1961)
- Totò contro Maciste, regia di Fernando Cerchio (1961)
- Il trionfo di Robin Hood, regia di Umberto Lenzi (1962)
- Tre oriundi contro Ercole, regia di Edward Bernds (1962)
- I Nibelunghi, regia di Harald Reinl (1966)
- Arrriva Dorellik, regia di Steno (1967)
- Straziami ma di baci saziami, regia di Dino Risi (1968)
- 5 per l'inferno, regia di Gianfranco Parolini (1968)
- Sono Sartana, il vostro becchino, regia di Giuliano Carnimeo (1969)
- Satiricosissimo, regia di Mariano Laurenti (1970)

### Televisione
- Le spie (I Spy) – serie TV, episodio 3x07 (1967)
- Odissea, regia di Franco Rossi (1968)

## Doppiatori italiani
- Emilio Cigoli in La vendetta di Ursus
- Renato Turi in Totò contro Maciste
- Mario Feliciani in Odissea
- Michele Gammino in Straziami ma di baci saziami
- Gianni Marzocchi in Satiricosissimo